# Coupe d'Europe de korfbal
La Coupe d'Europe de korfbal est une compétition réunissant les meilleurs clubs européens sous l'égide de la Fédération internationale de korfbal (IKF).

## Palmarès
| En exterieur | En exterieur | En exterieur      | En exterieur      | En exterieur     |
| ------------ | ------------ | ----------------- | ----------------- | ---------------- |
| Date         | Lieu         | Vainqueur         | Finaliste         | Troisième        |
| 1967         | Mitcham      | HKV Ons Eibernest | AKC Rohda         | ATBS KC          |
| 1968         | Anvers       | AKC Blauw-Wit     | HKV Ons Eibernest | Royal Scaldis SC |
| 1969         | Eindhoven    | AKC Blauw-Wit     | AKC Rohda         | ATBS KC          |
| 1970         | Croydon      | HKV Ons Eibernest | AKC Blauw-Wit     | Meeuwen KV       |
| 1971         | Anvers       | HKV Ons Eibernest | LUTO              | Royal Scaldis SC |
| 1972         | Amsterdam    | AKC Rohda         | HKV Ons Eibernest | Antwerpse KC     |
| 1973         | Londres      | HKV Ons Eibernest | Riviera KC        | AKC Rohda        |
| 1974         | Anvers       | HKV Ons Eibernest | Riviera KC        | ATBS KC          |
| 1975         | La Haye      | HKV Ons Eibernest | LUTO              | Boeckenberg KC   |
| 1976         | Mitcham      | HKV Ons Eibernest | LUTO              | Kwik KC          |
| 1977         | Bochum       | Riviera KC        | Papendrechtse KC  | Kwik KC          |
| 1978         | Anvers       | LUTO              | Riviera KC        | Kwik KC          |
| 1979         | Papendrecht  | Papendrechtse KC  | Borgerhout KC     | Schweriner KC    |
| 1980         | Papendrecht  | Papendrechtse KC  | KV Adler Rauxel   | Kwik KC          |
| 1981         | Ekeren       | Papendrechtse KC  | Kwik KC           | KV Adler Rauxel  |
| 1982         | Nijeveen     | DOS'46 Nijeveen   | Borgerhout KC     | KV Adler Rauxel  |
| 1983         | Anvers       | AKC Rohda         | Borgerhout KC     | KV Adler Rauxel  |
| 1985         | Papendrecht  | Papendrechtse KC  | Borgerhout KC     | KV Adler Rauxel  |
| 1986         | Anvers       | Antwerpse KC      | KV Fortuna        | KV Adler Rauxel  |

| En intérieur | En intérieur         | En intérieur      | En intérieur       | En intérieur         |
| ------------ | -------------------- | ----------------- | ------------------ | -------------------- |
| Date         | Lieu                 | Vainqueur         | Finaliste          | Troisième            |
| 1985         | Papendrecht          | Papendrechtse KC  | KC Sikopi          | KV Adler Rauxel      |
| 1986         | Bourges              | AKC Rohda         | Antwerpse KC       | KV Adler Rauxel      |
| 1988         | Anvers               | KV Oost-Arnhem    | Antwerpse KC       | KV Adler Rauxel      |
| 1989         | Arnhem               | KV Oost-Arnhem    | Antwerpse KC       | KV Adler Rauxel      |
| 1990         | Papendrecht          | Papendrechtse KC  | Catbavrienden KC   | KV Adler Rauxel      |
| 1991         | Lisbonne             | KC Sikopi         | KV Fortuna         | KV Adler Rauxel      |
| 1992         | Saint-Étienne        | Catbavrienden KC  | DeetosSnel         | KV Adler Rauxel      |
| 1993         | Castrop-Rauxel       | DeetosSnel        | Catbavrienden KC   | KC Grün Weiss 67     |
| 1994         | Olomouc              | DeetosSnel        | Borgerhout KC      | KC Grün Weiss 67     |
| 1995         | Debrecen             | AKC Rohda         | Catbavrienden KC   | KC Grün Weiss 67     |
| 1996         | Londres              | DeetosSnel        | Royal Mercurius KC | Mitcham KC           |
| 1997         | Terrassa             | Catbavrienden KC  | KV Oost-Arnhem     | VKC Kolín            |
| 1998         | Anvers               | Catbavrienden KC  | Mitcham KC         | KC Grün Weiss 67     |
| 1999         | Prague               | Papendrechtse KC  | Antwerpse KC       | Mitcham KC           |
| 2000         | Papendrecht          | Papendrechtse KC  | KC Sikopi          | KV Adler Rauxel      |
| 2001         | Terrassa             | KV Die Haghe      | Antwerpse KC       | KC Grün Weiss 67     |
| 2002         | Prague               | Papendrechtse KC  | Antwerpse KC       | KC Havirov           |
| 2003         | Anvers               | KV Die Haghe      | Antwerpse KC       | Invicta Sharks       |
| 2004         | Delft                | KV Fortuna        | Antwerpse KC       | KCC České Budějovice |
| 2005         | Saint-Étienne        | KV Fortuna        | Antwerpse KC       | NC Benfica           |
| 2006         | Prievidza            | Papendrechtse KC  | Riviera KC         | Orel OSTU            |
| 2007         | Anvers               | DOS'46 Nijeveen   | Riviera KC         | KCC České Budějovice |
| 2008         | Carcavelos           | DOS'46 Nijeveen   | Boeckenberg KC     | Mitcham KC           |
| 2009         | Koog aan de Zaan     | KV Koog-Zaandijk  | Boeckenberg KC     | CC Oeiras            |
| 2010         | Herentals            | DOS'46 Nijeveen   | Boeckenberg KC     | KV Adler Rauxel      |
| 2011         | Budapest             | KV Koog-Zaandijk  | Royal Scaldis SC   | KCC České Budějovice |
| 2012         | Varsovie             | KV TOP Sassenheim | Boeckenberg KC     | Trojans KC           |
| 2013         | Budapest             | KV Koog-Zaandijk  | Boeckenberg KC     | NC Benfica           |
| 2014         | Papendrecht          | Papendrechtse KC  | Boeckenberg KC     | NC Benfica           |
| 2015         | Herentals            | KV TOP Sassenheim | Royal Scaldis SC   | NC Benfica           |
| 2016         | Budapest             | Papendrechtse KC  | Boeckenberg KC     | NC Benfica           |
| 2017         | Teylingen            | KV TOP Sassenheim | Boeckenberg KC     | Trojans KC           |
| 2018         | Castell-Platja d'Aro | KV TOP Sassenheim | Antwerpse KC       | SG Pegasus           |
| 2019         | Courtrai             | KV TOP Sassenheim | Boeckenberg KC     | Trojans KC           |
| 2020         | Budapest             | KV Fortuna        | Kwik KC            | SG Pegasus           |